# Pratze (Sport)

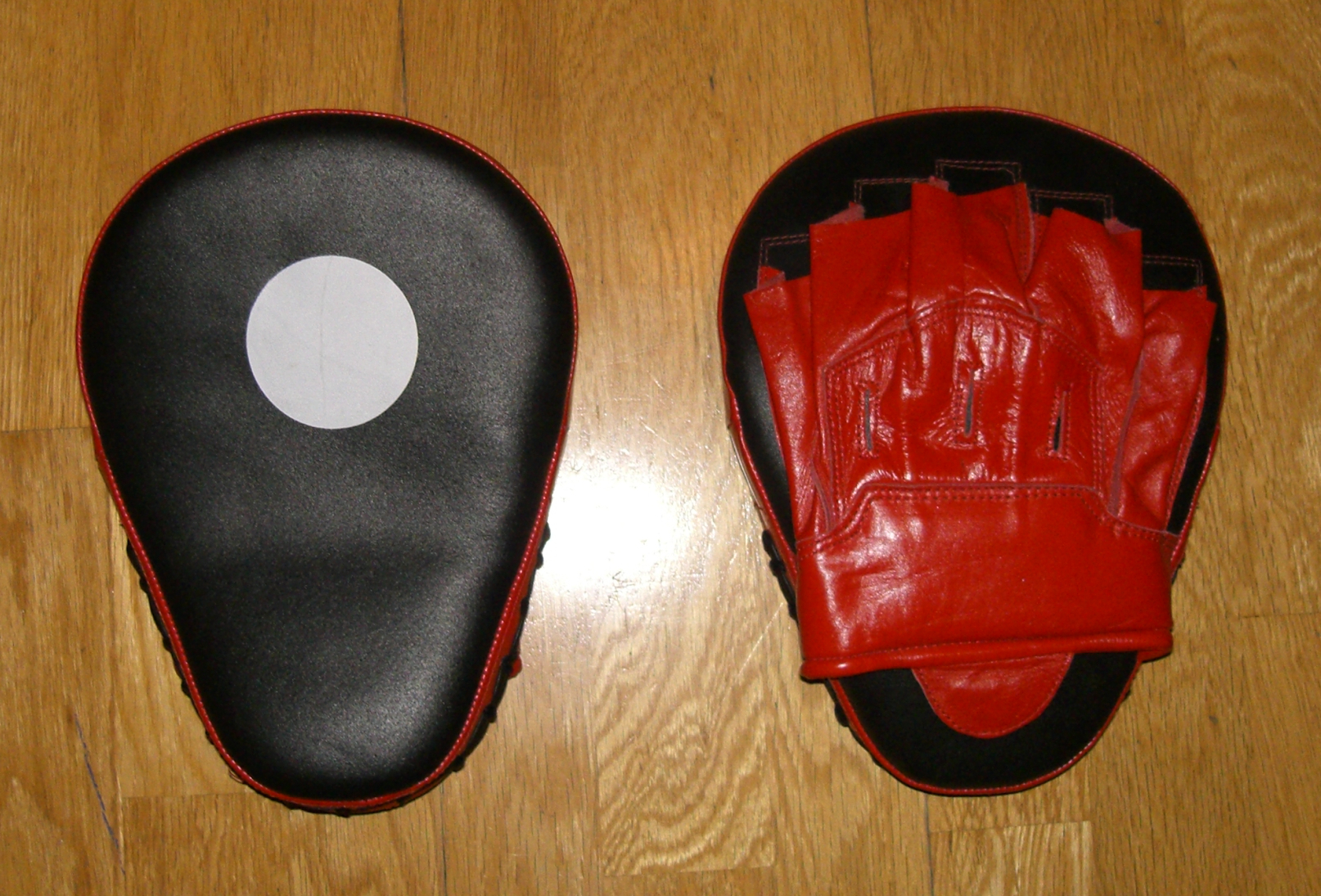
Pratzen

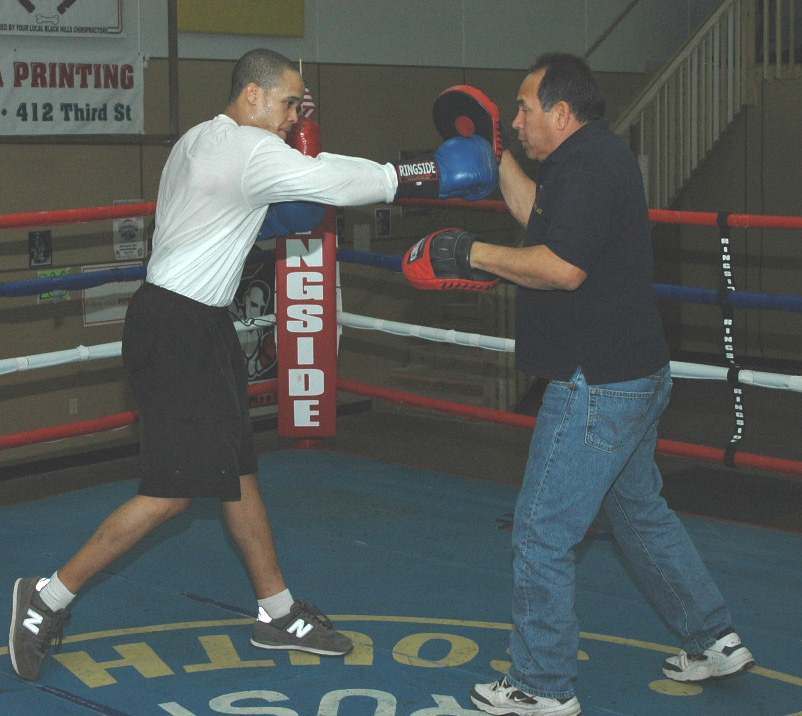
Ein Boxer trainiert mit einem Trainer (rechts), der Pratzen trägt

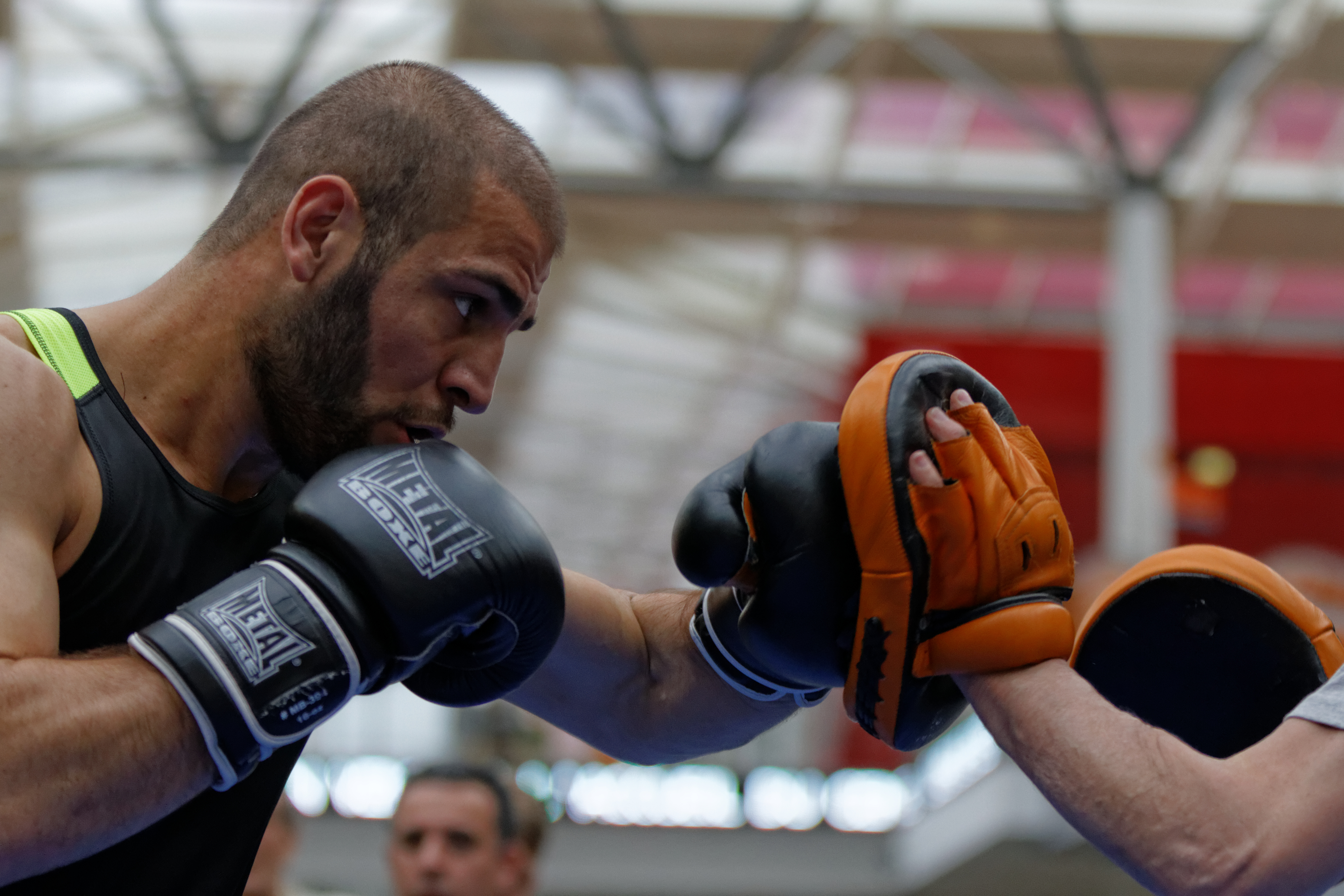
Boxtraining mit Pratzen

Eine Pratze ist ein Schlagpolster, das im Kampfsport und in der Kampfkunst verwendet wird, um Schläge und Tritte zu trainieren. Eine Pratze ist ein großer Handschuh mit einem großen Polster auf der Handfläche.

## Training
Der Trainingspartner hält die Pratze, während der Angreifer dagegenschlägt oder -tritt. Anders als in Übungskämpfen, bei denen der Übende normalerweise kurz vor dem Auftreffen der Technik abstoppt, können beim Pratzentraining die Schläge und Tritte voll ausgeführt werden. Schlagkraft und Schnelligkeit der Schläge bzw. Tritte sowie diverse Kombinationen werden durch das Training geschult. Auch Timing und Reaktionsvermögen werden dadurch verbessert. Ein gutes Distanzgefühl wird erst nach einiger Zeit der Übung entwickelt. Pratzentraining trägt dazu bei, Hemmungen abzubauen und Schläge mit voller Kraft auszuführen. In fast jeder Kampfsportdisziplin, aber auch in einigen traditionellen Stilen wird Pratzentraining angewendet.

## Techniken
Aspekte, die man mit Pratzen trainieren kann, sind:
- Reaktion auf taktile und optische Reize
- Kombinationen der verschiedenen Angriffstechniken
- Ausdauer (Kondition)

## Etymologie
Pratze (auch Bratze) wurde in die deutsche Sprache nach dem Wörterbuch der Brüder Grimm „wol aus dem romanischen aufgenommen“. Als Beispiel für den Begriff, der eine Tierpfote oder eine große Hand bezeichnet, ist angegeben: vgl. italienisch braccio = Arm, vom lateinisch brachium; spanisch braza und französisch brasse.